# Borgmästarkonventet
Borgmästarkonventet (engelska: Covenant of Mayors) är en överenskommelse gjord mellan ansvariga för olika städer som "fastställts för EU fram till 2020 och för att minska koldioxidutsläppen i våra förvaltningsområden med minst 20% genom att genomföra en åtgärdsplan för hållbar energi inom de verksamheter som faller inom våra ansvarsområden." I april 2014 finns 5 600 medlemmar.

## Medlemmar

### Huvudstäder i EU
18 av EU:s 27 huvudstäder är representerade.
| Huvudstad   | Stater         | Datum             |
| ----------- | -------------- | ----------------- |
| Amsterdam   | Nederländerna  | 6 januari 2009    |
| Berlin      | Tyskland       | 20 juli 2010      |
| Bryssel     | Belgien        | 6 december 2008   |
| Budapest    | Ungern         | 18 december 2008  |
| Bukarest    | Rumänien       | 29 januari 2009   |
| Dublin      | Irland         | 2 mars 2009       |
| Helsingfors | Finland        | 7 januari 2009    |
| Köpenhamn   | Danmark        | 10 juni 2009      |
| Lissabon    | Portugal       | 3 december 2008   |
| Ljubljana   | Slovenien      | 10 februari 2009  |
| London      | Storbritannien | 6 februari 2009   |
| Madrid      | Spanien        | 28 november 2008  |
| Paris       | Frankrike      | 16 december 2008  |
| Riga        | Lettland       | 30 september 2009 |
| Rom         | Italien        | 18 juni 2009      |
| Stockholm   | Sverige        | 10 december 2008  |
| Tallinn     | Estland        | 5 februari 2009   |
| Warszawa    | Polen          | 5 februari 2009   |

### Sverige
50 svenska städer är medlemmar och är därmed den sjunde största medlemmen. Italien (1177), Spanien (850), Frankrike (123), Grekland (68), Portugal (59) och Tyskland(58) har fler medlemsorter.

### Finland
Fem städer är medlemmar.
| Stad        | Datum             |
| ----------- | ----------------- |
| Esbo        | 11 januari 2009   |
| Helsingfors | 7 januari 2009    |
| Tammerfors  | 8 januari 2009    |
| Åbo         | 20 september 2010 |
| Vanda       | 25 november 2009  |

### Medlemmar utom EU
95 medlemmar ligger utanför EU. De ligger framförallt i Kroatien (23) Ukraina (17) och Bosnien (13).